# عملية راينوبونج

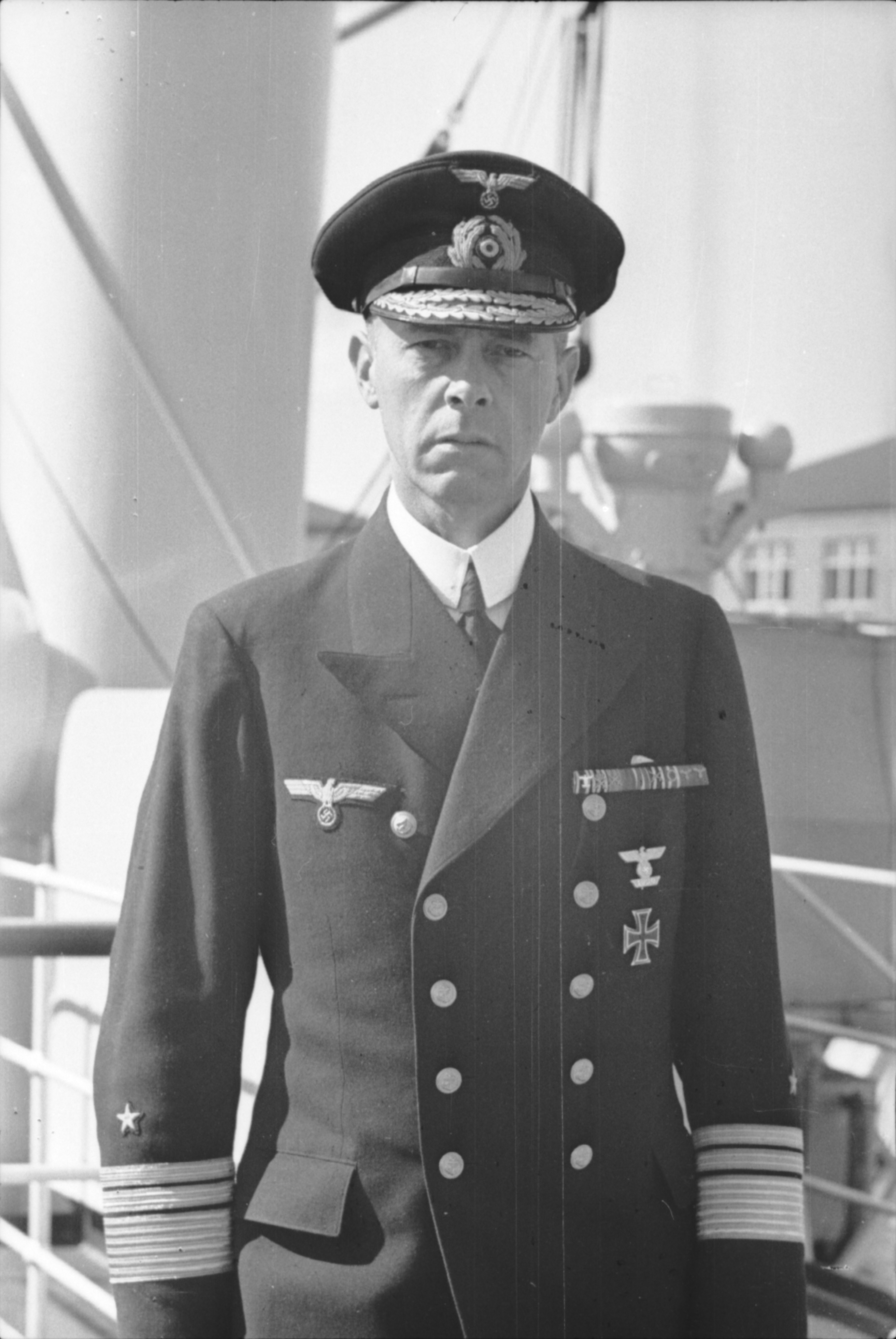
كان نائب الأميرال غونتر لوتنز قد قاد عملية بنجاح قبل تعيينه قائداً لأسطول عملية راينوبونج

عملية راينوبونغ («تمرين الراين») طلعة في المحيط الأطلسي من قبل سفينة حربية ألمانية جديدة تدعى بسمارك والطراد الثقيل برينز يوجين في 18-27 مايو 1941، خلال الحرب العالمية الثانية. هذه العملية لمنع الشحن الحلفاء إلى المملكة المتحدة بلغت ذروتها مع غرق بسمارك.

## خلفية
خلال الحربين العالميتين، كانت جزيرة بريطانيا تعتمد على أعداد كبيرة من السفن التجارية لجلب الغذاء والمواد الخام الأساسية، وكانت حماية شريان الحياة هذا واحدة من أهم أولويات القوات البريطانية. وإذا ما أنقطع شريان الحياة هذا، فستضطر الإمبراطورية البريطانية في أوروبا إلى الرضوخ للألمان وطلب السلام؛ التفاوض على هدنة؛ أو التخلي عن الجزر البريطانية.
اعتقدت القيادة البحرية الألمانية (بقيادة الأميرال إريك يوهان ألبرت رايدر) في ذلك الوقت اعتقادا راسخا أن هزيمة بريطانيا عن طريق حصارها كانت قابلة للتحقق. ومع ذلك، فقد اعتقدوا أيضًا أن الطريقة الأساسية لتحقيق هذا الهدف كانت استخدام تكتيكات الإغارة التجارية التقليدية، والتي تستند إلى المقاتلين السطحيين (الطرادات وطرادات المعارك والسفن الحربية السريعة) التي كانت مدعومة بالغواصات فقط. بغض النظر عن الطريقة أقنع رائد القيادة العليا للفيرماخت وهتلر أنه إذا تم قطع شريان الحياة هذا، فإن بريطانيا ستهزم بغض النظر عن أي عوامل أخرى.
كانت عملية راينوبونج هي الأحدث في سلسلة من الغارات على سفن شحن الحلفاء التي نفذتها وحدات سطحية من كريغسمارينه. سبقتها عملية برلين والتي انتهت في مارس 1941.
في مايو 1941، وكانت بوارج كريغسمرينه شارنهورست وGneisenau في بريست، على الساحل الغربي من فرنسا، مما يشكل تهديدا خطيرا لقوافل الأطلسي، وقصفت بشكل كبير من قبل سلاح الجو الملكي. كانت الخطة الأصلية هي إشراك كلتا السفينتين في العملية، لكن خضعت شارنهورست لإصلاحات ثقيلة لمحركاتها، وكانت Gneisenau قد عانت للتو من طوربيد مدمر ضربها قبل أيام أخرجها من العمل لمدة 6 أشهر. ترك هذا سفينتين حربيتين جديدتين متاحتين للألمان: البارجة بسمارك والطراد الثقيل برينز يوجين (بينما كان لدى كريغسمارينه ثلاثة طرادات خفيفة صالحة للخدمة، ولم يكن لدى أي منها القدرة على تحمل عملية طويلة في المحيط الأطلسي)، وكلاهما متمركزان في البداية في بحر البلطيق.
كان الهدف من العملية هو اقتحام بسمارك وبرينز يوجين للمحيط الأطلسي ومهاجمة شحن الحلفاء. كانت أوامر الأميرال إريش رايدر إلى الأميرال غونتر لوتز أن «هدف بسمارك ليس هزيمة أعداء متساوون في القوة -بل لربط وتاخير هذه السفن- مع الحفاظ على قدرتها القتالية قدر الإمكان، وذلك للسماح لبرينز يوجين بالوصول إلى السفن التجارية في القافلة واستهدافها؛ ولا يتم مهاجمة سفن العدو الحربية إلا عندما يكون هذا الهدف ضروريًا ويمكن القيام به دون مخاطر مفرطة.» 
لدعم وتوفير التسهيلات لسفن الرئيسية للتزود بالوقود وإعادة تسليحها، أنشأت القيادة البحرية الألمانية (OKM) شبكة من الناقلات وسفن الإمداد في منطقة عمليات راينوبونغ. تم إرسال سبع صهاريج وسفينتي إمداد في مناطق بعيدة مثل لابرادور في الغرب وجزر الرأس الأخضر في الجنوب.
طلبت لوتنزن رايدر تأخير العملية لفترة طويلة بما فيه الكفاية للانتهاء من إصلاح محركات شارنهورست، والالتقاء مع بسمارك وبرينز يوجين في البحر أو أخت بسمارك تيربيتز لمرافقتهم. رفض ريدر ذلك لأن شارنهورست لن نكون جاهزًة حتى أوائل يوليو. لم يكن طاقم تيربيتز المكتمل حديثًا مدربًا بالكامل، وخلال احتجاجات لوتنز أمر رايدر بالمضي قدما بالعملية. كان السبب الرئيسي لرايدر للمضي قدماً في عملية راينوبونج هو معرفته بعملية بارباروسا المقبلة، حيث كانت كريغسمارينه تلعب دورًا صغيرًا وداعمًا، ورغبته في تسجيل نجاح كبير بسفينة حربية قبل بدء بارباروسا قد تؤثر على هتلر ولا يقوم بخفض الميزانية للسفن الرئيسية.
لمواجهة تهديد السفن السطحية الألمانية، كان البريطانيون متمركزين في سكابا فلو، بالسفن الحربية الجديدة King George V وبرنس أوف ويلز بالإضافة إلى سفينة القتال هوود وحاملة الطائرات Victorious. في مكان آخر، كان باستطاعة القوة أتش في جبل طارق حشد Renown وحاملة الطائرات رويال أوك؛ في عرض البحر في المحيط الأطلسي على الواجبات المختلفة كانت البوارج Revenge ورودني وRamillies والطراد Repulse. كانت الطرادات والدوريات الجوية «عيون» الأسطول. في البحر.
لم تأخذ القيادة البحرية الألمانية بعين الاعتبار تصميم القوات البحرية الملكية على تدمير الأسطول السطحي الألماني. للتأكد من غرق بسمارك، فإن البحرية الملكية ستجرد بلا رحمة مسارح العمل الأخرى. وهذا يشمل تعرية قوافل قيمة من مرافقينهم. سيقوم البريطانيون في نهاية المطاف بنشر ست سفن حربية، وثلاثة طرادات معركة وحاملتي طائرات و16 طراد و33 مدمرة وثماني غواصات بالإضافة إلى طائرات دورية. ستصبح أكبر قوة بحرية تم تخصيصها لعملية واحدة حتى تلك المرحلة من الحرب.

## بسمارك تبحر

خريطة لعملية "راينوبونج" وعمليات البحرية الملكية ضد البارجة بسمارك

## مرجع
1. ↑  Boyne, 53-54.
2. ↑  Murray, Williamson & Millet, Alan War To Be Won, Harvard: Belknap Press, 2000 page 242.
3. ↑  Boyne, 54.